# Aristòcrates d'Orcomen
Aristòcrates (en grec antic Αριστοκράτης) va ser un rei d'Orcomen a l'Arcàdia.
Era l'estrateg dels soldats arcadis quan va començar la Segona guerra messènica i juntament amb altres estats del Peloponès va recolzar les reivindicacions de Messènia contra Lacedemònia. Els espartans el van subornar i va trair els seus aliats en una batalla decisiva. El fet no es va descobrir fins alguns anys després, i els arcadis al saber-ho el van lapidar fins a la mort. Segons Pausànias, van privar a la seva família de la reialesa, i segons Polibi van matar tots els seus familiars i parents. Aquesta última afirmació no sembla correcta, ja que el seu fill Aristodem va governar Orcomen i una gran part d'Arcàdia. Sembla que Aristòcrates va viure entre els anys 680 i 640 aC.